# پاتریک سیلوستر
پاتریک سیلوستر (فرانسوی: Patrick Sylvestre‎؛ زادهٔ ۱ سپتامبر ۱۹۶۸) بازیکن فوتبال اهل سوئیس بود.
از باشگاه‌هایی که در آن بازی کرده‌است می‌توان به باشگاه فوتبال لوگانو، باشگاه فوتبال لشو دو فوند، باشگاه فوتبال لوزان-اسپورت، و باشگاه فوتبال سیون اشاره کرد.